# Yohan Lachor
Yohan Lachor (født 17. januar 1976 i Aire-sur-la-Lys, Frankrig) er en fransk tidligere fodboldspiller (forsvarer).
Lachors karriere strakte sig fra 1996 til 2011, og de ni af årene blev tilbragt hos RC Lens. Han var med til at sikre holdet det franske mesterskab i 1998. Han havde også ophold hos Sedan, Boulogne samt schweiziske Servette FC.

## Titler
Ligue 1
- 1998 med RC Lens